# I Am Joaquin
I Am Joaquin (Yo soy Joaquín) es un poema épico de Rodolfo "Corky" Gonzales publicado en 1967 asociado al movimiento chicano de los años sesenta del siglo XX en Estados Unidos. Fue publicado al tiempo en inglés y al español con la traducción de Juanita Domínguez. En la actualidad en los programas de estudios chicanos es la referencia principal de la literatura que emerge de El Movimiento. El Teatro campesino con Luis Valdez realizó un cortometraje sobre el poema y la Junta Directiva de La Escuela Tlatelolco reimprimió la versión original.

## Sobre el poema
Está escrito en 36 estrofas de métrica libre donde varía el número de versos que cada uno contiene. Fue publicado por La Cruzada por la Justicia organización fundada por Gonzales en 1966. El movimiento chicano inspiró mucha poesía nueva. Soy Joaquín es una de las primeras obras asociadas con el movimiento y una de las más leídas. 
En I Am Joaquin, Joaquin (la voz narrativa del poema) habla de las luchas que ha enfrentado el pueblo chicano para tratar de lograr la justicia económica y la igualdad de derechos en Estados Unidos, así como para encontrar una identidad formando parte de la híbrida sociedad mestiza. Promete que su cultura sobrevivirá si todos los chicanos se enorgullecen y exigen aceptación.
El poema describe el entonces moderno dilema de los chicanos y chicanas en la década de 1960 que intentaban asimilarse con la cultura estadounidense al tiempo que intentaban preservar su cultura para las generaciones futuras. La obra procede a perfilar 2000 años de historia mexicana y mexico-americana destacando las diferentes, a menudo opuestas cepas que componen la herencia chicana. En el poema, quien habla, Joaquín, se remonta tanto a su ascendencia desde los conquistadores españoles como a los aztecas  "conquistados"; también se identifica con figuras revolucionarias de la historia mexicana como Miguel Hidalgo y Costilla, Benito Juárez, Pancho Villa y Joaquín Murrieta, quien fue un californiano legendario conocido por buscar venganza contra los invasores angloamericanos que mataron a su esposa. El poema crea una "identidad multivalente y heroica" en la figura de Joaquín, que sirve como una "identidad cultural colectiva que contiene en su interior un llamamiento a la acción".

## Película
En 1969, el poema fue adaptado dos años a un cortometraje por el director Luis Valdez, figura destacada del teatro chicano.